# Wybory prezydenckie w Beninie w 2001 roku

Położenie Beninu na mapie Unii Afrykańskiej

Wybory prezydenckie w Beninie w 2001 roku – wybory przeprowadzone w Beninie 4 i 18 marca 2001 roku. Uczestniczyło w nich 17 kandydatów. O reelekcję starał się urzędujący prezydent Mathieu Kérékou, a jego głównym kontrkandydatem był Nicéphore Soglo, były prezydent i premier.

## Wyniki wyborów
W pierwszej turze wyborów najwięcej głosów otrzymał urzędujący prezydent Mathieu Kérékou, lecz nie uzyskał wymaganych 50% głosów, w związku z czym zapowiedziano drugą turę wyborów. Nicéphore Soglo i Adrien Houngbédji, którzy zajęli odpowiednio drugie i trzecie miejsce zbojkotowali drugą turę wyborów prezydenckich tłumacząc to nieprawidłowościami wyborczymi. Z tego powodu oprócz urzędującego prezydenta wystartował w niej Bruno Amoussou, były przewodniczący Zgromadzenia Narodowego.
| Kandydat                 | Partia                                                          | Głosy     | %      |
| ------------------------ | --------------------------------------------------------------- | --------- | ------ |
| Mathieu Kérékou          | Front Działania na rzecz Odnowy i Rozwoju                       | 1 127 100 | 45,52% |
| Nicéphore Soglo          | Partia Odrodzenia Beninu                                        | 672 927   | 27,12% |
| Adrien Houngbédji        | Partia Odnowy Demokratycznej                                    | 313 186   | 12,62% |
| Bruno Amoussou           | Partia Socjaldemokratyczna                                      | 213 136   | 8,59%  |
| Sacca Lafia              | Unia na rzecz Demokracji i Solidarności Narodowej               | 29 656    | 1,20%  |
| François-Xavier Loko     | niezależny                                                      | 16 656    | 0,67%  |
| Soulé Dankoro            | Demokratyczna Partia Beninu                                     | 15 614    | 0,63%  |
| Adébayo Abimbola         | Narodowy Ruch na rzecz Demokracji                               | 15 251    | 0,61%  |
| Wallis Zoumarou          | Narodowa Unia na rzecz Solidarności i Rozwoju                   | 13 576    | 0,55%  |
| Rhétice Dagba            | niezależny                                                      | 12 697    | 0,51%  |
| Marie-Elise Gbèdo        | niezależna                                                      | 8 952     | 0,36%  |
| Léandre Djagoué          | Zgromadzenie Liberalnych Demokratów na rzecz Odbudowy Narodowej | 8 565     | 0,35%  |
| Lionel Adbo              | Afrykański Kongres Demokratów                                   | 8 226     | 0,33%  |
| Gatien Houngbédji        | Demokratyczna Unia na rzecz Rozwoju Społeczno-Gospodarczego     | 8 092     | 0,33%  |
| Olofindji Akandé         | niezależny                                                      | 6 258     | 0,25%  |
| Sadikou Alao             | Narodowy Sojusz na rzecz Alternatywy Demokratycznej             | 6 223     | 0,25%  |
| François Kouyami         | niezależny                                                      | 5 414     | 0,22%  |
| Razem (frekwencja 87,7%) | Razem (frekwencja 87,7%)                                        | 2 662 595 | 100%   |

W drugiej turze wyborów lawinowe zwycięstwo odniósł Mathieu Kérékou zdobywając 83,64% głosów, w związku z czym pojawiły się oskarżenia o nieprawidłowości wyborcze. Bruno Amoussou zdobył zaledwie 16,36%, co było jednak lepszym wynikiem niż w pierwszej turze. W odróżnieniu od pierwszej tury, w której frekwencja wyniosła 87,7%, w drugiej turze zagłosowało tylko 54,2% osób uprawnionych do głosowania.
Dziewięciu członków trybunału konstytucyjnego Beninu podało się do dymisji w związku ze zniknięciem wielu głosów. Po podaniu wyników drugiej tury wyborów przywódca opozycji Nicéphore Soglo ogłosił „dzień żałoby”.
| Kandydat                 | Partia                                    | Głosy     | %      |
| ------------------------ | ----------------------------------------- | --------- | ------ |
| Mathieu Kérékou          | Front Działania na rzecz Odnowy i Rozwoju | 1 282 855 | 83,64% |
| Bruno Amoussou           | Partia Socjaldemokratyczna                | 250 940   | 16,36% |
| Razem (frekwencja 54,2%) | Razem (frekwencja 54,2%)                  | 1 707 604 | 100%   |

Mimo wycofania się dwóch czołowych kandydatów opozycji, którzy nie chcieli legitymizować, według nich, fałszowanych wyborów, wybory zostały ocenione jako wolne, lecz nie do końca sprawiedliwe oraz przeprowadzone z pewnymi problemami.